# Cámara de Representantes de Belice
La Cámara de Representantes de Belice es la cámara baja de la Asamblea Nacional de Belice, siendo la cámara alta el Senado. Fue creada en la Constitución de 1981. Los miembros son comúnmente llamados "Representantes de área". 
Los representantes son elegidos bajo el sistema de mayoría relativa en sus respectivas circunscripciones. El cuerpo desciende directamente de la Asamblea Legislativa de Honduras Británica, creada en 1954 con nueve miembros elegidos. Desde entonces, ha sido expandida en múltiples ocasiones: a 18 miembros en 1961, 28 en 1984, 29 en 1993 y finalmente a 31 en 2008. El líder del partido con mayor número de representantes es usualmente elegido como Primer Ministro de Belice. 

## Miembros actuales de la Cámara de Representantes por distrito
Los representantes elegidos y sus circunscripciones, según el Departamento de Elecciones y Fronteras, son:
Distrito de Belice
- Costas Caribeñas: Kareem Musa (PUP)
- Freetown: Francis W. Fonseca (PUP),
- Pickstock: Wilfred "Sedi" Elrington (UDP)
- Fort George: Said Musa (PUP)
- Lake Independence: Cordel Hyde (PUP)
- Albert: Tracy Ann Panton (UDP)
- Collet: Patrick Jason Faber (UDP) Primer Ministro Suplente
- Mesopotamia: Michael Finnegan (UDP)
- Queen's Square: Dean Barrow (UDP), Primer Ministro
- Port Loyola: Anthony "Boots" Martinez (UDP)
- Belice Rural North: Edmond Castro (UDP)
- Belice Rural South: José Manuel "Junior" Heredia (UDP)
- Belice Rural Central:  Beverly Williams (UDP)

Distrito de Orange Walk 
- Orange Walk North: Gaspar "Gapi" Vega (UDP)
- Orange Walk Central: Juan "Johnny" Antonio Briceño (PUP) Líder de la Oposición
- Orange Walk East: Elodio Aragón Jr. (UDP)
- Orange Walk South: Jose Abelardo Mai (PUP)

Distrito de Cayo 
- Cayo North : Michel Chebat (PUP)
- Cayo South: Julius Espat (PUP)
- Cayo West: Erwin Rafael Contreras (UDP)
- Cayo Central: Rene Montero (UDP)
- Cayo Northeast: Orlando Habet (PUP)
- Belmopan: John B. Saldivar (UDP)

Distrito de Corozal 
- Corozal North: Hugo Amilcar Patt (UDP)
- Corozal South West: Angel Campos (UDP)
- Corozal Bay: Pablo Marin (UDP)
- Corozal South East: Florencio Julian Marin (PUP)

Distrito de Stann Creek
- Dangriga: Frank Mena (UDP)
- Stann Creek West: Rodwell Ferguson (PUP)

Distrito de Toledo
- Toledo West: Ruben Oscar Requena (PUP)
- Toledo East: Mike Espat (PUP)

## Elecciones

### Próxima elección
Según la Sección 84 de la Constitución de Belice, la Asamblea Nacional debe ser disuelta "cinco años a partir de la fecha en que ambas Cámaras de la anterior Asamblea Nacional se hayan reunido" a menos que sea disuelta con anterioridad por el Gobernador General de Belice, a consejo del primer ministro, y sujeto a que las elecciones se efectúen en menos de tres meses desde la disolución. El Parlamento actual se reunió por primera vez el 13 de noviembre de 2015, por lo que la próxima elección debe ser llevada a cabo a más tardar el 13 de febrero de 2020.

### Elecciones pasadas
La elección general más reciente para la Cámara de Representantes, efectuada el 4 de noviembre de 2015, fue la 15.º desde 1954, cuando el sufragio universal del adulto culto fue introducido, y la 8.º desde la independencia de Reino Unido en 1981. El Partido Democrático Unido, dirigido por Dean Barrow, aumentó su mayoría de 17 asientos a 19 asientos. Mientras que el Partido Unido del Pueblo ganó 12 asientos.